# Marvel: Ultimate Alliance
Marvel: Ultimate Aliance es un videojuego de rol de acción, parecido a otros dos títulos de juegos de Marvel que son X-Men Legends y X-Men Legends II: Rise of Apocalypse, este contiene a 140 villanos y héroes del Universo Marvel, entre los más notables están: Spider-Man, Wolverine, Iron Man, Capitán América, Los 4 Fantásticos, Thor, Elektra, Nick Furia y como presentación especial Silver Surfer, entre otros. Entre los más notables villanos están: Dr. Doom (jefe de la alianza de villanos), Loki, Galactus, Ymir, Mephisto y Blackheart, M.O.D.O.K., entre muchos otros. Tiene una secuela, Marvel Ultimate Alliance 2.

## Características
El juego cuenta con más de 140 personajes del universo Marvel. Los jugadores son capaces de crear, y tener un juego en línea o cooperativo, para cuatro jugadores.En el modo Arcade se tiene que obtener el mayor número de muertes para obtener puntos de experiencia al final del nivel. También hay misiones especiales de cómics que se obtienen con "discos simuladores", volviendo a un momento en el pasado de un personaje en el que se enfrenta a un rival clásico. Los personajes pueden utilizar hasta cuatro trajes, que pueden alterar las estadísticas del personaje.
Los jugadores lucharan en el aire, tierra y agua, con entornos totalmente destructibles e interactivos en más de diecisiete lugares, viajando por diferentes sitios de la Tierra, en otras dimensiones, y hasta en las profundidades del espacio. El juego cuenta con finales alternativos, afectados por las decisiones del jugador a través del juego. Estas terminaciones se basan si el jugador opta por completar las misiones opcionales.
El juego es muy gratificante para los fanes de los personajes de Marvel, ofreciendo bonificaciones y guiños a los fanes que están informados sobre las historias de los cómics. Al armar equipos con personajes con historias compartidas, pueden dar bonos de equipo (por ejemplo, al elegir al Capitán América, a Iron Man, a Thor y a Ms. Marvel, se forman a los Vengadores y entonces ofrecen un bono de impulso de ataque para cada personaje). El uso de personajes en particular para interactuar con personajes no jugables dentro de la base pueden dar un diálogo adicional, al igual que los villanos con sus némesis. El juego también cuenta con juegos de trivia, obras de arte y muchas más referencias del universo Marvel.
Otra características del juego es que a los personajes se representan en su versión Ultimate, pero el mundo y algunos villanos son representados en su forma original.

## Versiones

### Consolas, PC y PSP
La versión de este juego para Wii cuenta con algunas características únicas para esta consola como controles de movimiento sensibles tanto para movimientos normales como para ataques especiales (Cada personaje cuenta con uno que lo identifica), además acceso para cualquier movimiento en cualquier momento. Esta versión no cuenta con el modo En línea, pero si con modo multijugador en el cual hasta cuatro jugadores pueden participar. También cuenta con las apariciones de los personajes Caballero Luna y Coloso.
Las versiones de Xbox 360 y PlayStation 3 son idénticas visualmente sin mayores diferencias. Activision lanzó 8 personajes descargables en la Xbox 360 via Xbox Live el 26 de abril de 2007 en algunos paquetes: el paquete de villanos y el de héroes, ambos con un costo de 500 Microsoft points. Sin embargo, si se deseaba se podían descargar los dos en paquete conjunto en el cual el costo era reducido a 800 Microsoft points. Cuatro héroes eran incluidos, Cíclope, Nightcrawler, Hawkeye, y Hulk.
También se incluían cuatro villanos: Magneto, Sabretooth, Venom y Doctor Doom.
La versión para PC es personalizable, y muchos personajes y sus trajes pueden ser descargados y utilizados en el juego. Además, los gráficos para esta versión varían dependiendo de la personalización la configuración del usuario. La versión para PC también cuenta con "controles de ratón intuitivos" y trabaja con un gamepad. El más conocido sitio modding para obtener estos personajes es MarvelMods. Ejemplos de estos mods son todos los personajes exclusivos como Puño de Hierro, Mandarín, varios Vengadores, y conversiones para ambos personajes de X-Men Legends.
La versión para la Playstation Portable se caracteriza por tener gráficos simples, diferentes personajes, y características adicionales incluidos los cuatro personajes exclusivos, como la Viuda Negra, el Capitán Marvel, Ronin y Ojo de Halcón.

### Game Boy Advance
Marvel Ultimate Alliance tuvo algunas alteraciones para esta versión ya que se convirtió en juego de lucha de un solo lado con algunos elementos RPG, además de la habilidad de alterar las habilidades de los personajes. Las gráficas son muy simples y el número de personajes reducido. Algunos tipos de juego fueron agregados como el S.H.I.E.L.D simulator, Retos de tiempo y Modo de Supervivencia. Para esta versión existen un equipo de cuatro jugadores en el que se reparten así: tres personajes utilizables y un "tirador" que es utilizado para crear el poder especial. Los personajes incluidos son: Spider-Man, Wolverine, Iceman, Blade, Capitán América, Deadpool, Elektra, Ms. Marvel, Thor y la Cosa.

## Historia
El juego comienza con el Dr. Doom y los Maestros del Mal lanzando un ataque sobre el Helitransporte U.N.N. Alfa de S.H.I.E.L.D.. Nick Furia envía una llamada de auxilio a todos los superhéroes disponibles para asisitirles. Capitán América, Spider-Man, Thor y Wolverine responden a la llamada. Junto a los otros héroes, salvan al Helitransporte de las fuerzas lideradas por Escorpión, Bullseye, Soldado de Invierno, Hombre Radioactivo y Fin Fang Foom. En la ola del ataque, a Nick Furia le dan permiso de iniciar una fuerza especial para enfrentar a los Maestros del Mal e Iron Man les permite usar la Torre Stark como su sede. Furia pide a los héroes que investiguen un extraño mensaje recibido de Dum Dum Dugan en la Base Omega, una instalación móvil de investigación de S.H.I.E.L.D.. El equipo derrota a los supervillanos MODOK, Dínamo Carmesí, y Misterio para prevenir que la Base Omega se estrelle en una presa y se lancen varias bombas gamma. Con su misión cumplida, los héroes viajan a la Atlántida, donde las mentes de los habitantes están siendo controladas por Attuma, que ha usurpado su trono a Namor. Con la ayuda de nanotecnología que les permite respirar y moverse libremente bajo el agua, los héroes son capaces de salvar a Namor y derrotar a Attuma y a Tiburón Tigre. Después de derrotar a Attuma, los héroes encuentran al Mandarín, quien libera al Kraken, al que el equipo derrota al derribarle pilares encima.
Más tarde viajan al Valle de los Espíritus para enfrentar al Mandarín en su palacio. Luego de su derrota, él revela que intentó tomar el mando de los Maestros del Mal y, en su defecto, dejó el grupo. Él sugiere que el Mandarín que vieron en las catacumbas era en realidad Loki, dios de las travesuras. Luego de regresar a la base, el equipo descubre que Rondador Nocturno y Jean Grey han sido secuestrados. Debido a que hay fuerzas místicas involucradas, Nick Furia relocaliza al equipo al Sanctum Sanctorum. El Profesor X le sigue la pista a Rondador Nocturno hasta el Castillo Muerte, pero luego de intentar transportar a los héroes allí, son enviados al Mundo Asesino por un hechizo de Barón Mordo. Luego de derrotar a una Jean Grey controlada mentalmente, Rhino, y el Conmocionador, los héroes combaten a un enorme mecha, piloteado por Arcade. Victoriosos, los héroes descubren que el Dr. Muerte ha usado a Rondador Nocturno para acceder al Reino de Mefisto, y el equipo es enviado en su búsqueda.
Luego de llegar, los secuaces de Mefisto secuestran a Jean Grey y Rondador Nocturno. Blackheart, el hijo de Mefisto, los pone en jaulas separadas sobre el Vórtice del Infinito, declarando que uno debe ser salvado y el otro sacrificado antes de que el equipo pueda derrotar a Mefisto. Durante su batalla con Mefisto el héroe sacrificado regresa, resucitado por Mefisto, pero ahora bajo su control. Como esfuerzo final, el héroe resucitado sacrifica su vida para derrotar a Mefisto y permitirle al equipo escapar. Mientras tanto en Asgard, un masivo ejército de Súper Soldados ataca y encarcela a los dioses asgardianos. Los héroes viajan a Valhalla para liberarla de su fuerza invasora y liberar a Heimdall (que es custodiado por Rhino y Shocker), Tyr (que es custodiado por Escorpión y Lagarto), y Balder (que es custodiado por Encantadora y Verdugo). Después ellos pelean contra la Brigada de Demolición para abrir el Puente Bifrost para que los refuerzos puedan llegar. Buscando a Odín en Niffleheim luego de una batalla con Kurse y Ulik, ellos encuentran su Espada Crepúsculo destrozada y descubren por Ymir que el Doctor Muerte y Loki han llevado a Odín al Pico del Cuervo. Luego de que Loki aparentemente es derrotado en el Pico del Cuervo, el equipo libera a la Armadura Destructor para usarla contra el Doctor Muerte. Loki, disfrazado como Furia, se revela a sí mismo y a su plan de que los héroes liberen a la armadura para propósitos viles. Como los héroes derrotan a Loki y la armadura, el Doctor Muerte aparece y revela que él ha robado el poder de Odín. Él lo usa para intentar eliminar a los héroes, pero Uatu el Vigilante los salva y los transporta a la base de los Inhumanos en la luna. 
Uatu revela que el único modo de derrotar a Muerte es encontrar el Cristal M'Kraan y robar el Inductor Muónico de Galactus (que actualmente está atacando el planeta de los Skrull). El equipo es enviado al Imperio Shi'ar donde combaten a Ave de Muerte y la Guardia Imperial para restaurar a Lilandra Neramani a su trono y conseguir un pedazo del Cristal M'Kraan. Luego de recuperar el cristal, los héroes viajan al planeta Skrull y con la ayuda de Estela Plateada, los héroes acaban con Galactus y roban el Indcutor Muónico. Mientras tanto el Doctor Muerte conquista la Tierra, corrompiendo y creando clones de muchos de los héroes. En un esfuerzo final, el equipo viaja a Latveria para enfrentar al Dr. Muerte. Los héroes usan el Cristal M'Kraan y el Inductor Muónico para debilitar a Muerte. Como los héroes debilitan a Muerte, es destruido por un rayo enviado por el rejuvenecido Odín, dejando sólo su máscara. Como los héroes llegan al reparado Helitransporte, Nick Furia informa a los héroes que el equipo se debe disolver y pregunta si S.H.I.E.L.D. puede contar con ellos cuando ocurra otra amenaza. Capitán América le asegura a Nick que el mundo puede contar con ellos." Mientras tanto, Galactus jura venganza sobre los héroes que le robaron y planea destruir la Tierra.

## Personajes
| Héroes | Héroes | Héroes | Héroes |
| Personajes Principales | Personajes Principales                                                                                            | Personajes Principales | Personajes Principales |
| --- | --- | --- | --- |
| - Capitán América | - Spider-Man | - Wolverine | - Thor |
| Personajes controlables | | | |
| - Pantera Negra - Blade - Coloso - Daredevil - Deadpool - Doctor Strange                                                                                                   | - Elektra - Ghost Rider - Antorcha Humana - Hombre de Hielo - Mujer Invisible - Iron Man                          | - Luke Cage - Moon Knight - Mister Fantástico - Ms. Marvel - Nick Fury - Silver Surfer                                       | - Spider-Woman - Tormenta - Mole |
| Personajes Exclusivos | | | |
| PSP | Exclusivos para Xbox 360                                                                                          | Exclusivos para Xbox 360 | GBA |
| - Viuda Negra - Capitán Marvel - Hawkeye - Ronin | - Cíclope - Hulk - Hawkeye - Nightcrawler                                                                         | - Doctor Doom - Magneto - Dientes de Sable - Venom                                                                           | - Jean Grey - Namor |
| Personajes no controlables en el Modo Historia | | | |
| - Namor - Dr. Bruce Banner - Jean Grey - Profesor Xavier - Nightcrawler - Viuda Negra - Rayo Negro - Mandíbulas - Tritón                                                   | - Lilandra Neramani - Corsario - Sif - Weasel - Heimdall - Valquiria - Volla - Cristal                            | - Wong - Hank Pym - Clea - Hermod - Uatu - Medusa - Senador Kelly                                                            | - Dum Dum Dugan - Edwin Jarvis - Odín - Visión - El Anciano - Namorita - Balder - Wyatt Wingfoot                                                          |
| Villanos | | | |
| - Arcade - Attuma - Barón Mordo - Blackheart - Bullseye - Byrrah - Dínamo Carmesí - Destructor - Deathbird - Hombre Dragón - Doctor Doom - Encantadora                     | - Verdugo - Fin Fang Foom - Galactus - Gladiador - Gárgola Gris - Husar - Kraken - Krang - Kurse - Lagarto - Loki | - Mandarín - Mefisto - MODOK - Misterio - Neutrón - Hombre Radioactivo - Paibok - Rhino - Escorpión - Shocker - Rayo Estelar | - Super Skrull - Espadachín - Tiburón Tigre - Titannus - Ulik - Ultimo - Ultrón - Soldado de Invierno - Estrella de Guerra - Brigada de Demolición - Ymir |
| Some Mods | | | |
| - Thanos - Superman - Arcade - Attuma - Barón Mordo - Blackheart - Bullseye - Byrrah - Dínamo Carmesí - Destructor - Deathbird - Hombre Dragón - Doctor Doom - Encantadora | - Verdugo - Galactus - Gladiador - Gárgola Gris - Krang - Kurse - Lagarto - Loki                                  | - Mandarín - Mefisto - MODOK - Misterio - Hombre Radioactivo - Paibok - Rhino - Escorpión - Shocker                          | - Super Skrull - Espadachín - Tiburón Tigre - Titannus - Ulik - Ultimo - Ultrón - Soldado de Invierno - Estrella de Guerra - Brigada de Demolición - Ymir |